# Dauphin d'Électre
Peponocephala electra, Peponocephala · Péponocéphale
Genre
Espèce
Répartition géographique
Statut de conservation UICN

 LC  : Préoccupation mineure
Statut CITES
Le Dauphin d'Électre ou Péponocéphale (Peponocephala electra, unique représentant du genre Peponocephala) est une espèce de cétacés de la famille des delphinidés. C'est un dauphin des eaux tropicales et subtropicales que l'on aperçoit assez rarement, sans doute parce qu'il préfère les eaux profondes. Il vit généralement loin des côtes en haute mer. On le voit parfois, plus au nord, lorsqu'il remonte des courants chauds.

## Description
C'est un assez grand dauphin, pouvant mesurer 2,5 m de long et peser plus de 200 kg. Il se caractérise par sa tête ovale (rappelant la forme d'un melon d'eau ou d'un ballon de rugby). Son corps est gris sombre, et présente parfois des selles noires sur le dos. L'intérieur de la bouche est blanc, débordant parfois sur les lèvres.

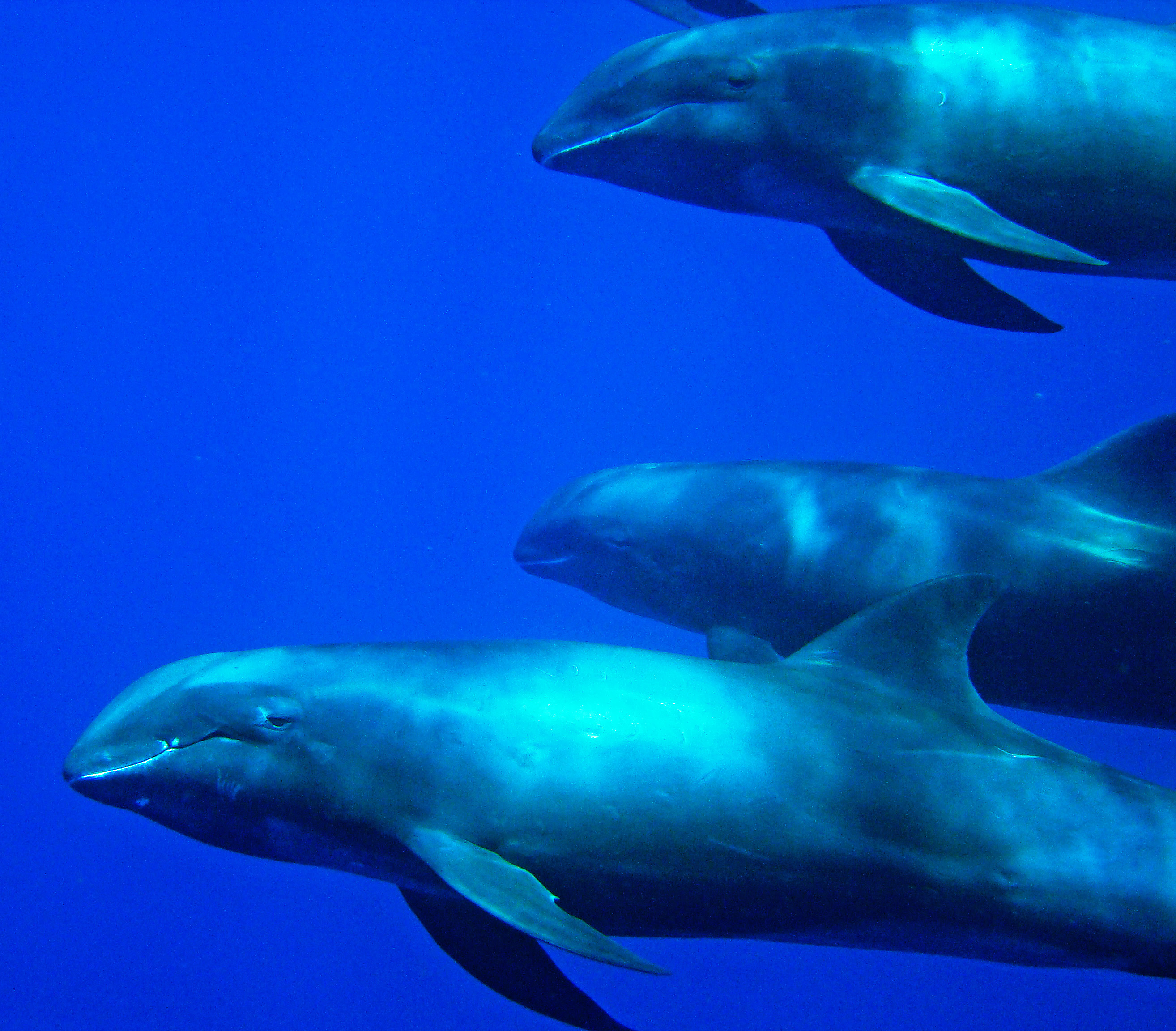
Dauphins d'Électre dans le  Pacific Remote Islands Marine National Monument.
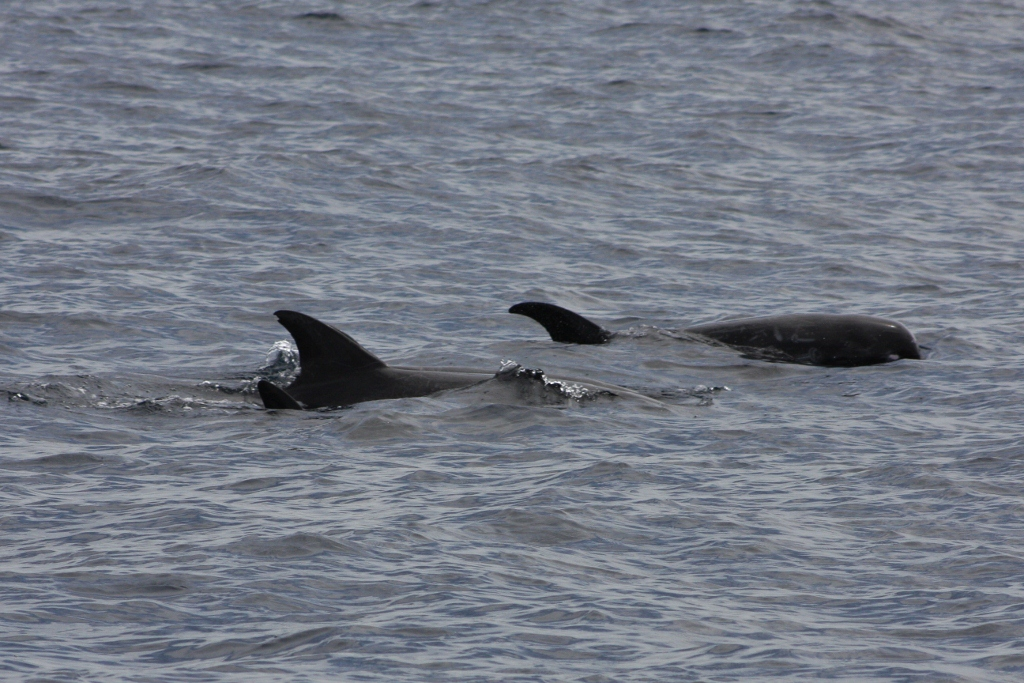
Dauphins d'Électre en mer de Bohol.
Comparaison de la taille d'un dauphin d'Électre et d'un plongeur.

Cette espèce est fréquemment confondue avec l’orque pygmée, Feresa attenuata, qui cependant vit en groupes beaucoup plus petits, et porte un aileron dorsal plus long.

## Comportement
C'est un dauphin qui aime les eaux profondes, et on le trouvera donc plutôt aux abords des îles océaniques d'origine volcanique qui plongent abruptement dans la mer jusqu'à des profondeurs importantes (Mayotte, Marquises…). 
Il se déplace en grand groupes rassemblant généralement plus de cent individus, parfois même plus de mille. 
La gestation dure une année, au terme de laquelle la mère met au monde un petit qui mesure déjà plus d'un mètre de long. La maturité sexuelle est atteinte vers 11-12 ans pour les femelles et 16-17 ans pour les mâles. L'espérance de vie n'est pas connue, mais dépasse probablement 30 ans. 
Ce sont des prédateurs essentiellement nocturnes, qui chassent en grande profondeur les animaux qui passent la journée dissimulés dans les abysses: poissons pélagiques, calmars et crevettes.

## Distribution
Il est probable que la distribution soit continue dans les eaux profondes tropicales et subtropicales malgré des observations qui restent rares. Ce dauphin semble assez fréquent autour des Philippines (surtout au large de Cebu) et le long de la côte orientale d'Australie. Il est sédentaire dans l'archipel d'Hawaii. Il approche rarement du littoral. Il est néanmoins possible de l'observer en surface et à seulement quelques dizaines de mètres de la côte est de l'île de Nuku Hiva (Archipel des Marquises), évoluant par groupe de dizaines, sur un site hostile de par sa forte houle croisée. On l'observe également dans la Caraïbe notamment en Martinique et près de l'archipel brésilien de Fernando de Noronha ainsi qu'à Mayotte dans l'océan Indien. Il ne migre probablement pas et est sans doute plus fréquent que la rareté de son observation.

## Échouages
- La première semaine de juin 2008, un échouage massif d'une centaine de dauphins d'Électre a lieu à Madagascar. Les causes avancées par les spécialistes sont épidémie, intoxication naturelle ou humaine, événement océanique ou météorologique mais aussi l'hypothèse que ce soit les sonars d'un bateau de recherche pétrolière de la société ExxonMobil parti la veille des échouages[3],[4].
- Le 10 février 2009, dans la baie de Manille aux Philippines, entre 200 et 300 individus de dauphins d'Électre se sont échoués en eau peu profonde à la suite d'un tremblement de terre sous-marin qui a vraisemblablement endommagé leurs tympans et leur système d'orientation. Les dauphins ont fait l'objet d'un sauvetage de masse en étant orientés vers le large. Jamais les animaux de cette espèce ne s'étaient échoués en aussi grand nombre[5].
- Le 10 avril 2015, près de 150 dauphins d'Electre se sont échoués sur une plage de Hakota au Japon. La présence de bancs de sable importants et d'une houle violente expliqueraient cet échouage massif.
- sa Entre le 26 août 2020 et le 28 août 2020, au moins 37 dauphins d'Electre sont retrouvés mort dans les lagons du sud-est de l'île Maurice, il est à noter que bien que n'étant pas prouvé par le gouvernement local, la découverte de ses corps est consécutive à l'échouage du vraquier le MV Wakashio, dans le lagon de Pointe d'Esny et à la fuite d'environ 1 000 tonnes d'huiles lourdes.
- Le mercredi 20 novembre 2024, à Saint-Paul de La Réunion, un dauphin d'Electre nouveau-né s'échoue. Il ne survivra pas. Globice s'est chargée de récupérer le corps de l'animal afin procéder à une autopsie[6].

## Systématique
Le nom valide complet (avec auteur) de ce taxon est Peponocephala electra (Gray, 1846).
L'espèce a été initialement classée dans le genre Lagenorhynchus sous le protonyme Lagenorhynchus electra Gray, 1846.
Ce taxon porte en français les noms vernaculaires ou normalisés suivants : Dauphin d'Electre,,,, Péponocéphale,,,.
Peponocephala electra a pour synonymes :
- Delphinus fusiformis Owen, 1866
- Delphinus pectoralis Peale, 1848
- Electra asia Gray, 1868
- Electra electra Nakajima & Nishiwaki, 1965
- Electra fusiformis Gray, 1868
- Electra obtusa Gray, 1868
- Lagenorhynchus asia Gray, 1846
- Lagenorhynchus electra Gray, 1846
- Lagenorhynchus fusiformis (Owen, 1866)
- Lagenorhynchus pectoralis (Peale, 1848)
- Phocoena pectoralis Peale, 1849